# Funny Stuff
Funny Stuff — студийный альбом Ларри Дэвиса, выпущенный в 1982 году. Лауреат 3rd Blues Music Awards 1982 года в номинации «Альбом современного блюза», а сингл альбома «Since I Been Loving You»/«Walk out Like a Lady» стал лауреатом в номинации «Песня года» .

## Об альбоме
Альбом записывался на Archway Sound Studios в Сент-Луисе в ходе двух сессий 4—7 и 9—15 марта 1981 года.
Билль Даль отозвался об альбоме как «Прекрасная запись из Сент-Луиса. Спродюсированный Оливером Сэйном (который занимался всей работой на саксофоне) и с участием Билли Гейлса на барабанах и пианиста Джонни Джонсона, этот сет является ярким примером пронзительной, обогащенной тремоло гитары Дэвиса и мощного вокала» .
Альбом оценивается как:«„Funny Stuff“ — замечательный блюзовый альбом старой школы. Ничего вычурного, никаких трюков, просто отличная музыка. Если вы поклонник великих певцов и ансамблевой игры, то этот диск для вас. Он также прекрасно демонстрирует звучание блюза Сент-Луиса» 
Альбом состоит во многом из медленных блюзов: «Teardrops» («поддерживаемый в великолепном стиле лучшими музыкантами Сент-Луиса, вкусный, интенсивный, медленно кипящий трек»), «Worried Dream» («демонстрируют вокальные способности Дэвиса с духовыми инструментами придающими песне настоящее ощущение меланхолии»), «Got To Be Some Changes Made» («напоминает вокально старые мелодии Бобби Блэнда в смеси м музыкальным настроем Альберта Кинга»). Особо отмечается песня «Totsy», среднетемповая инструментальная композиция с двумя фортепиано - Оливера Сейна в левом канале и Джонни Джонсона в правом и двумя солирующими на протяжении всей песни гитарами Дэвиса и Уэстморленда 
Выходу альбома предшествовал выход сингла «Since I Been Loving You»/«Walk out Like a Lady», признанным синглом года Blues Music Awards. 
«Since I Been Loving You» — ненавязчивый фанковый трек, где Уэстморленд играет на басу, а Дэвис поет историю об улучшении своей жизни, которое произошло благодаря появлению в его мире хорошей женщины. «Walk out Like a Lady» — ещё один «атмосферный медленный блюз с органом и духовыми инструментами, где отличный вокал Дэвиса заставляет вас почувствовать душевную боль, которую он чувствует»

## Список композиций
| №  | Название               | Автор(ы)               | Длительность |
| -- | ---------------------- | ---------------------- | ------------ |
| 1. | «Funny Stuff»          | Оливер Сейн            | 3:38         |
| 2. | «Teardrops»            | Ларри Дэвис            | 6:22         |
| 3. | «Next Time You See Me» | Билл Харви, Эрл Форест | 3:36         |
| 4. | «Worried Dream»        | Би Би Кинг             | 4:57         |
| 5. | «Totsy»                | Ларри Дэвис            | 3:05         |

| №   | Название                          | Автор(ы)                    | Длительность |
| --- | --------------------------------- | --------------------------- | ------------ |
| 6.  | «Since I Been Loving You»         | Оливер Сейн                 | 3:37         |
| 7.  | «That Will Never Do»              | Литтл Милтон, Роберт Лайонс | 3:04         |
| 8.  | «Walk Out Like A Lady»            | Эвелин Смит                 | 4:02         |
| 9.  | «Find 'Em, Fool 'Em & Forget 'Em» | Джордж Джексон              | 4:07         |
| 10. | «Got To Be Some Changes Made»     | Альберт Кинг                | 4:11         |

## Участники записи
- Ларри Дэвис  — вокал, соло-гитара

- Джонни Джонсон — фортепиано  (A2, A4, A5, B2, B5)
- Оливер Сейн — саксофон-альт, саксофон-баритон, саксофон-тенор  (A2 — A4, B2 — B4), электроорган (A1 — A3, A5, B1, B3, B4),  фортепиано (A1, A3, A5, B1, B3, B4), аранжировки
- Фил Уэстморлэнд — гитара, бас-гитара (A1, A4, B1), аранжировки
- Юджин Джонсон — бас-гитара (A2, B2)
- Джимми Хайндс — бас-гитара (A3, A5, B3 — B5), ударные (A1, B1 — B3), аранжировки
- Билли Гейлс — ударные (A3 — A5, B4, B5)
- Дон Смит — ударные (A2)

Производство
- Оливер Сейн — продюсер, звукорежиссёр,
- Силла Хаггинс — дизайн
- Мик Хаггинс — дизайн
- Кен Бёрч — аннотация
- Гордон Минс — фотография
- Джим О’Нил — фотография
- Эми О’Нил — типография